# Óblast de Magadán
Magadán (en ruso: Магаданская область, Magadánskaya óblast) es uno de los cuarenta y siete óblast de la Federación de Rusia. Su capital es la homónima Magadán. Está ubicado en el distrito Lejano Oriente, limitando al noroeste y norte con Sajá, al noreste con Chukotka, al este con Kamchatka, al sur con el mar de Ojotsk y al suroeste con Jabárovsk.
Con 462 464 km² de superficie es el décimo sujeto federal más extenso del país, tras Sajá, Krasnoyarsk, Jabárovsk, Irkutsk, Yamalia-Nenetsia, Chukotka, Arcángel, Janti-Mansi y Kamchatka. Al mismo tiempo, es uno de los menos poblados.

## Historia
El óblast de Magadán se constituyó el 3 de diciembre de  1953 al cual se lo denominaba popularmente Kolymá. Los recursos considerables del subsuelo en materias primas, especialmente la riqueza de filamentos de oro y de plata, los filamentos de estaño, y los depósitos de tungsteno, empujaron a las autoridades soviéticas, bajo Stalin al desarrollo y crecimiento de la actividad minera y a la planificación de redes de transporte para la explotación de la mano de obra de los campos de trabajo del Gulag, con el trust de empresas Dalstroy gestionado por el NKVD.

## Demografía
| Gráfica de evolución de Óblast de Magadán entre 1917 y 2020 |
|                                                             |

Según el censo de 2013, cuenta con 152 358 habitantes rusos constituyendo el 80.2% de la población, el resto pertenece a 104 grupos étnicos diferentes. De estos, los más prominentes fueron los ucranianos con 18 068 (9.89%), los even con 2 527 (1.38%), los bielorrusos con 2 169 (1.19%) y los tártaros con 2006 (1.1%).
Como consecuencia de la crisis económica tras el colapso de la Unión Soviética se produjo una masiva despoblación de la zona, principalmente entre los años 1991-1997.
La población de la región de Magadán era de 390 276 personas en comparación con las 146 345 de 2016, un total de 244 031 personas menos que en 1990.
Debido a esto, gran cantidad de asentamientos han sido abandonados, como Kadykchan, mientras que otros vieron reducida su población en gran medida.

## Galería

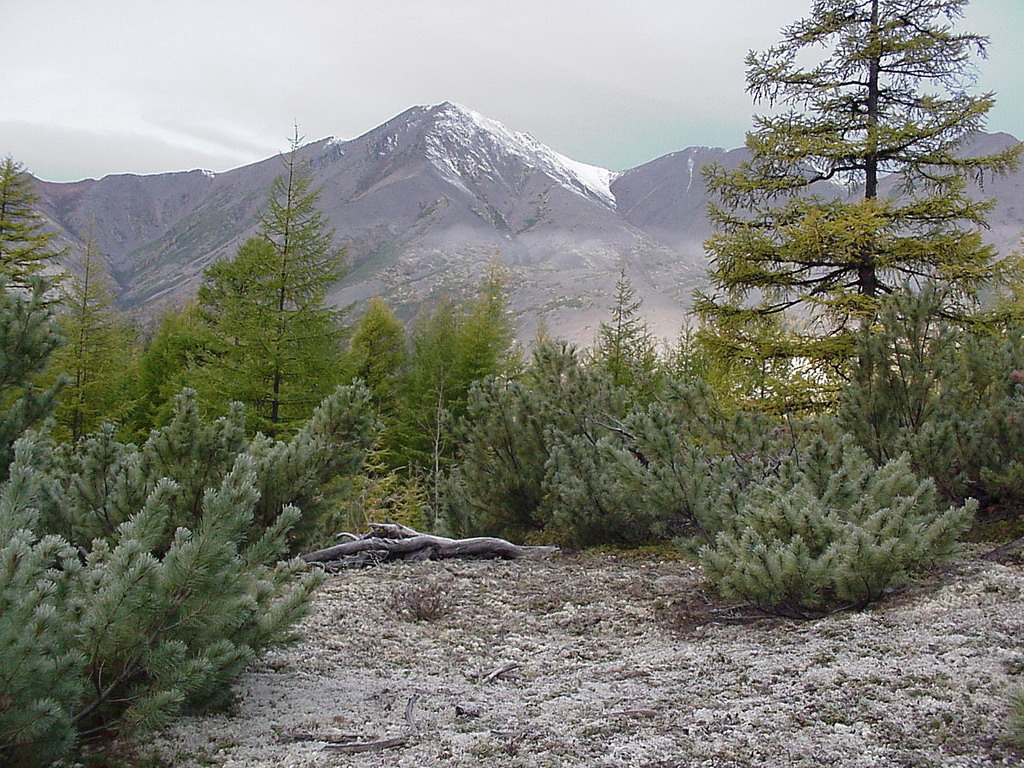
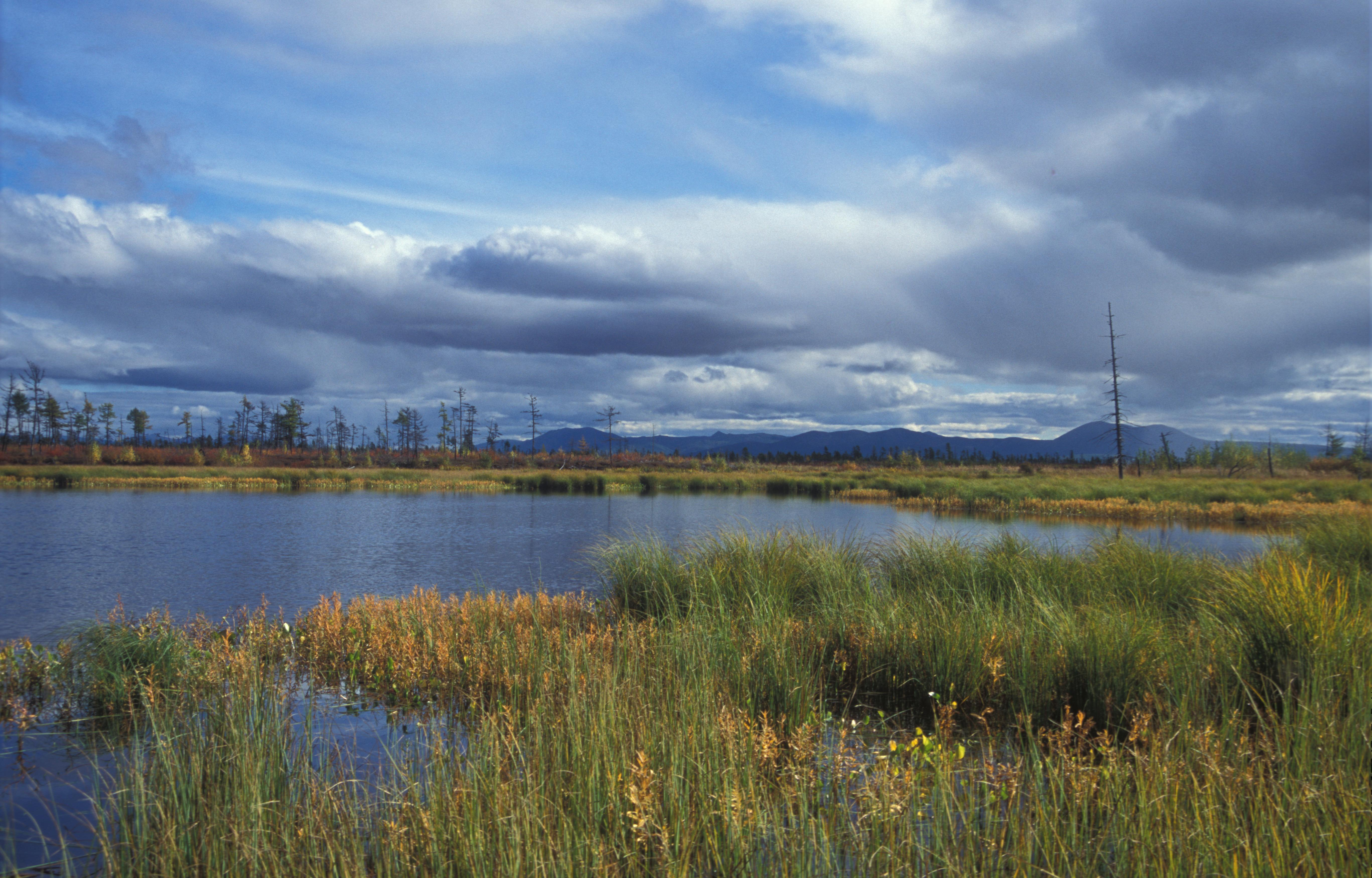
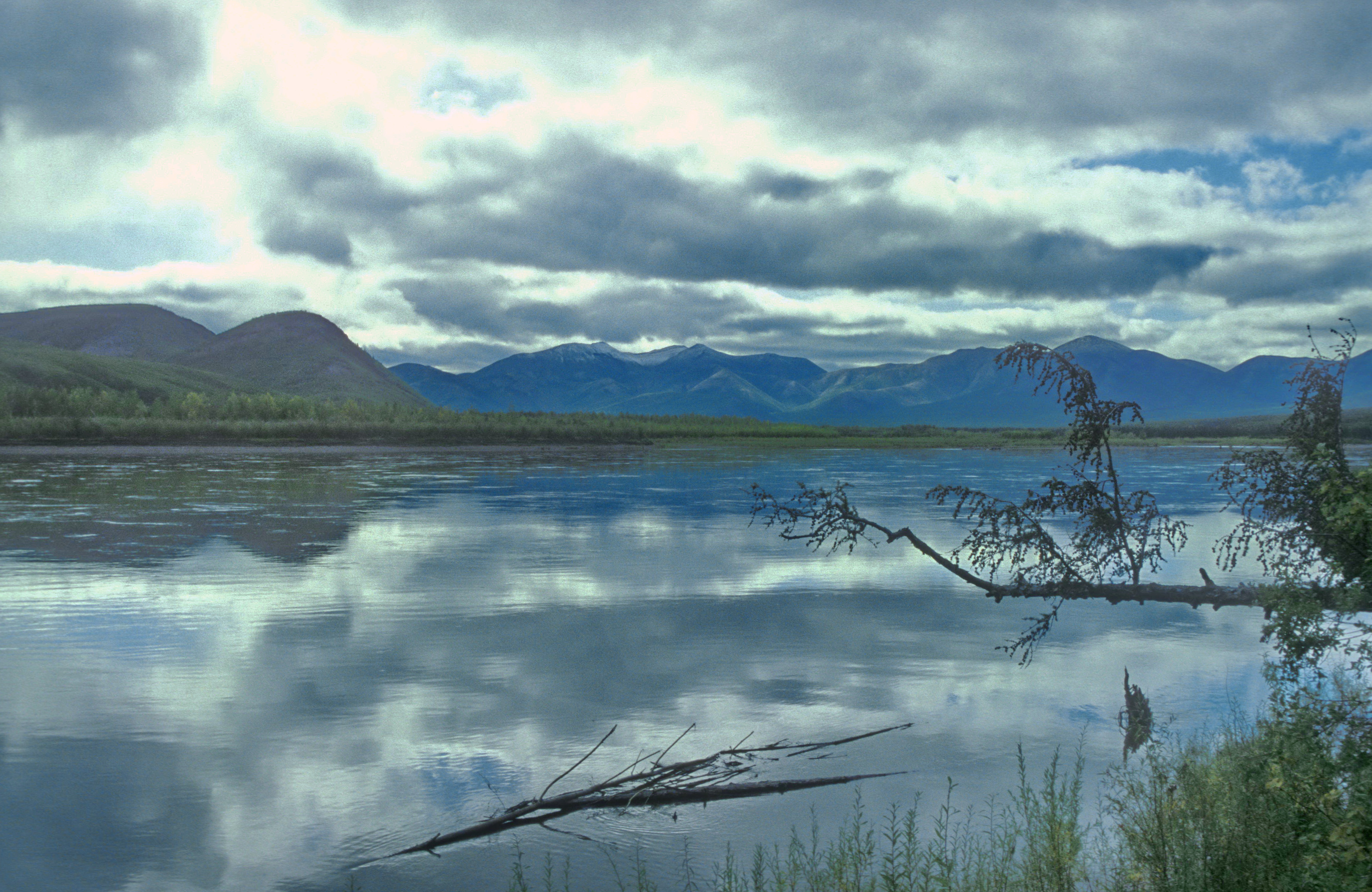
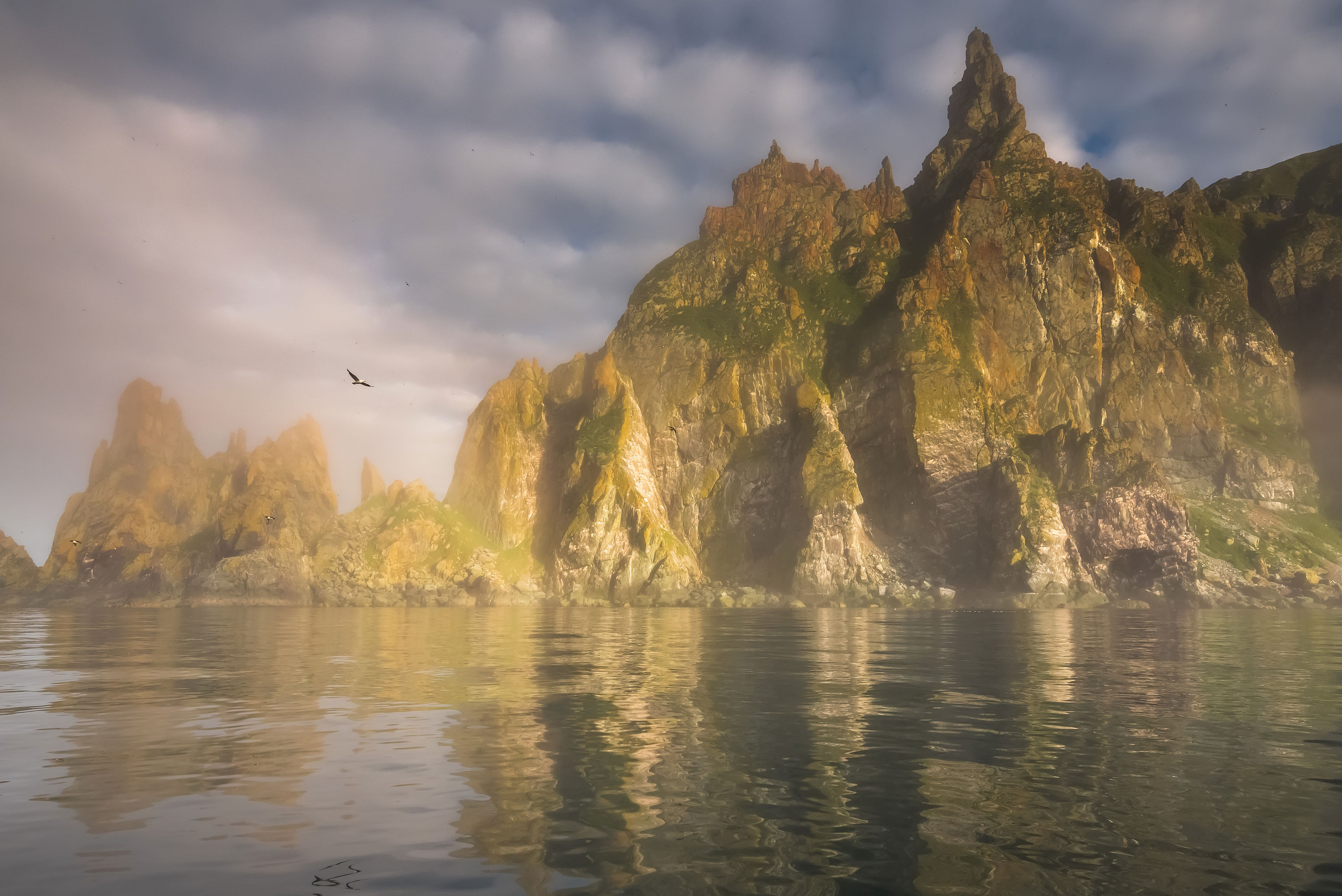